# Anisozyga insperata
Anisozyga insperata là một loài bướm đêm trong họ Geometridae.